# 土楼回响
《土楼回响》，刘湲作曲，获第1届金钟奖器乐金奖乐，反映古代中原地区先民南迁之后生存发展。曾於美国演出，郑小瑛指挥。
此曲有5个乐章
1. 劳动号子
从容的行板，运用客家山歌《新打梭镖》的音调，並以之贯穿5个乐章。此部分以管乐和打击乐写客家人夯实地基、建筑家园的歷史。
2. 海上之舟
描写客家人为生存漂洋过海，与海上的惊涛骇浪作斗争，穿过黎明前的黑暗，最终取得胜利。在大海被征服之后，他们听到了远处传来的牵肠挂肚的山歌（《阿哥出門往南洋》）。
3. 土楼夜语
如歌的行板，比較像夜曲，表现留居土楼的母亲与省親的游子間的深情对话。长笛二重奏奏出客家风格的摇篮曲，英国管奏出山歌，小号深情地奏出劳动号子。
4. 硕斧开天
多调性的快板乐章。將劳动号子化为粗犷的旋律。其间表现舞龙、舞狮的民俗音调，表達客家人生生不息、奋发图强、自信、乐观、大无畏的人文面貌。中段以及其后是客家人祟文重教、恋祖情节的细节陈述。該樂章也隱晦引入了《風吹竹葉》的旋律。
5. 客家之歌
劳动号子与山歌的双主题变奏曲，以三拍子奏出进行曲风格。[2]